# 博義九世
博義九世（拉丁語：Bonifacius PP. IX；1356年—1404年10月1日）原名伯多祿·托馬切利（Pietro Tomacelli），1389年11月2日當選教宗，同年11月9日即位至1404年10月1日為止。他於1356年在那不勒斯出生，1404年10月1日死於罗马。他是大分裂发生后第二位驻罗马的教宗。在他前任時代法国王室有在亞維農扶植克勉七世為對立教宗。

## 生平
博義九世出生于一个那不勒斯的古老但是衰败了的伯爵家庭，原名伯多祿·托马切利（Pietro Tomacelli）。一位同代的德国作家迪特里希·冯·尼海姆（Dietrich von Nieheim）称他为文盲（nesciens scribere etiam male cantabat）。他没有受过神学教育，对枢机事物也一无所知，但是他在一个困难的时期显示出谨慎和有节度。德国、英国、匈牙利、波兰和意大利大多数地区承认他是教宗。他被14名效忠于罗马的枢机选为教宗的前日，亚维农的教宗克勉七世将一名法国亲王安茹公爵路易二世加冕为那不勒斯的国王。但是1386年被谋杀的那不勒斯国王查理三世的合法继承人是拉迪斯劳，他是查理的儿子，他的母亲出生于一个世代效忠罗马教宗、反对罗马市内反教宗势力的家庭。1390年5月29日博義九世将拉迪斯劳加冕为那不勒斯国王。在此后十年中两人联盟驱逐亚维农在意大利南部的军队。
在其统治期间博義九世得以消灭罗马市内不服从教宗的区域，建立了对全罗马的暂时控制。为此他不得不加固聖天使城堡，而且还对所有桥梁驻兵控制，此外他不得不移居到比较安全的阿西西和佩鲁贾。他还攻克了欧斯提亚的渡口。在教宗国内他逐渐重新获得了对重要城堡和城市的控制。他实际上重建了后来15世纪的教宗国。
1394年9月16日克勉七世在亚维农逝世，但是9月28日法国的枢机立刻选举了一名新对立教宗：本篤十三世。此后几年里即使博義九世最强的支持者英格兰国王理查二世和德意志国王瓦茨拉夫四世也劝告他与对立教宗协商结束大分裂，但是博義九世拒绝。召开大公會議来结束分裂的呼声也越来越高，但是在博義九世任职期间改革运动没有进展。
博義九世统治时期在罗马召开过两次大庆典，1390年的那次有许多德国、匈牙利、波兰、波希米亚和英国的人参加。数个德国城市获得了特权。1400年的庆典吸引了许多法国人。虽然当时罗马瘟疫流行，但是博義九世还是待在市内。
1399年末在普罗旺斯发起的苦修者运动开始盛行，迅速传播到西班牙和意大利北部。这些人扛着十字架，穿着白色的罩子，将头也蒙起来，自己鞭打自己。他们的领袖扛一个比较大一些的十字架。一开始博義九世和枢机支持这些极端主义者，但是当这个运动传播到罗马后博義九世下令将其领袖烧死。据《天主教大百科全书》报道博義九世害怕这样的运动容易被人利用导致动乱。
在英国約翰·威克里夫进行反对教宗的布道，他尤其反对教宗和枢机贩卖教职。博義九世不仅贩卖教职，而且还贩卖教职的预备。一个人可以花钱购买一个教职的预备，假如这个教职空缺了，他可以入职，但是假如在此期间有人花更高价的话，他买的预备就无效了。迪特里希·冯·尼海姆说有的预备在一个星期内就易手数次，他还说他看到教宗在从事仪式的时候做买卖。当时在英格兰有很强的反教宗的倾向，英格兰议会给予国王爱德华三世否决教宗指命的权利。为此教宗与爱德华三世之间爆发了长期的争议，最后爱德华三世在争议中获胜。但是1396年英格兰的主教会议还是决定判决威克里夫。
在德意志选帝侯与1400年8月20日选举巴伐利亚公爵鲁普雷希特为神圣罗马帝国皇帝，废弃瓦茨拉夫四世。1403年博義九世决定接受这个决定，承认鲁普雷希特。
1398年和1399年博義九世呼吁欧洲基督徒去帮助拜占庭皇帝曼努埃尔二世，抵抗苏丹巴耶塞特一世对君士坦丁堡的威胁，但是当时在欧洲很少有人响应他的号召去再次组织十字军。1391年10月7日，博義九世将瑞典圣毕哲封圣。1391年他建立了费拉拉大学，1398年他设立了费尔莫大学。1392年他批准在埃尔福特设立大学。
1404年，博義九世因病逝世。

## 對立教宗
- 克勉七世：1378年9月20日－1394年9月16日。在亞維儂。
- 本篤十三世（接克勉七世任）：1394年9月28日－1423年5月23日。在亞維儂。

## 譯名列表
- 九世：香港天主教教區檔案　歷任教宗作。
- 九世：天主教香港教區禮儀委員會：禧年專頁（页面存档备份，存于）、廣播電台作。
- 卜尼法斯九世：《大英簡明百科知識庫》2005年版[永久]、中國大百科智慧藏[永久]、《世界人名翻譯大辭典》1993年版作卜尼法斯。
- 朋尼非斯九世：國立編譯舘[永久]作朋尼非斯。